# 샤를 장바티스트 상송
샤를 장바티스트 상송(프랑스어: Charles Jean-Baptiste Sanson, 1719년 ~ 1788년)은 프랑스의 사형집행인이다. 상송 가의 3대 당주이다.
아버지의 갑작스러운 사망으로 인해 겨우 7세의 나이로 겨우 7세의 나이로 프랑스의 사형집행인의 수장인 무슈 드 파리에 취임하였다. 사상 최연소 사형집행인이었다. 서임기간은 역대 최장인 52년에 이르지만, 처음에는 실무를 대행하는 대리인이 있었다.